# Abraão ibne Esdras
Abraham ibne Meir ibne Esdras (em hebraico:  אברהם אבן עזרא, também conhecido por Abenezra) (Tudela, 1092 ou 1093 – Calahorra, 1167), foi um importante escritor judeu da Idade Média. Nasceu em Tudela no antigo de reino Navarra (hoje Espanha). Morreu por volta de 1167 em local incerto, mas muito provavelmente em Calahorra, outros dizem que foi em Roma ou na Terra Santa. Foi um sábio e rabino espanhol. Cultivou todas as ciências, e mais particularmente a astronomia. Os seus comentários sobre o Antigo Testamento são notáveis por uma grande ousadia de opiniões. Ibne Esdras deu o seu nome a uma cratera lunar.
Foi um dos primeiros a traduzir obras do Árabe para o Hebraico. Sua obra ainda conteria vários livros sobre matemática, introduzindo o sistema decimal para o povo judeu e por consequência, para os cristãos e astrologia.

## Trabalhos
Ibne Esdras viveu em diferentes lugares, desenvolvendo uma vida literária rica. Na sua terra natal já possuía uma reputação de distinto poeta e pensador mas distinta dos seus poemas, os quais foram escritos em hebraico, feitos durante a segunda metade da sua vida. Com esses trabalhos cobrindo o primeiro exemplo da filosofia hebraica e exegese bíblica, ele completou a grande missão de tornar acessível aos judeus da Europa cristã o rico conhecimento dos trabalhos árabes que trouxe consigo da Espanha.